# 毛囊鳞盖蕨
毛囊鳞盖蕨（学名：Microlepia trichosora）为姬蕨科鳞盖蕨属下的一个种。

## 扩展阅读
- 維基物種上的相關：毛囊鳞盖蕨